# Prénouvellon
Prénouvellon est une ancienne commune du nord du Loir-et-Cher (région Centre-Val de Loire). Elle a perdu sa qualité de collectivité territoriale et obtenu le statut de commune déléguée en 2016 lors de la création de la commune nouvelle de Beauce la Romaine.

## Géographie
|             | Villemaury        | Villamblain      |
| Membrolles  | Prénouvellon      | Épieds-en-Beauce |
| Tripleville | Ouzouer-le-Marché | Charsonville     |

### Hameaux, lieux-dits et écarts
- Choudry
- Le Gault
- L'Ormeteau
- Seronville
- Villiers le Hard

## Histoire

### Moyen Âge et Renaissance
Le hameau de Seronville à Prénouvellon est une ancienne seigneurie transformée en métairie et ayant appartenu successivement aux familles de Seronville au XVe siècle, puis aux de Varennes à partir de 1480 et pendant tout le XVIe siècle. En 1620, Henry d’Auray, dit Vallet, écuyer, ainsi que son épouse sont devenus seigneurs de Seronville par donation d’une veuve de la famille de Varennes. Ils habitaient au château de Lierville en 1617.

### Ancien régime
La seigneurie a été vendue aux religieux bénédictins de l'abbaye Bonne-Nouvelle d’Orléans par Jean-Baptiste d’Auray en 1653 et 1655, elle est alors désignée « prieuré de Seronville ». Puis le 10 janvier 1791, le prieuré est vendu comme bien national à Denis-François Francheterre, procureur à Orléans ; il est décrit comme une métairie.
Sur le colombier figure la date de 1618 au-dessus de la porte, mais il semble que cette inscription fut réalisée en 1920. Le colombier fait environ 8 m de diamètre, compte 1 625 boulins en pisé et possède une échelle tournante. Il a été restauré à la fin du XXe siècle.

### Après la Révolution
L'entrée était encadrée de deux tours, celle  située à gauche des portes en sortant a été détruite vers 1970. Celle de droite le fut en 1983. Aujourd’hui, il ne subsiste plus que ses fondations, d’un diamètre de 4,20 m.

### Depuis 2016
En 2016, Prénouvellon fusionne avec six de ses communes voisines, à savoir Ouzouer-le-Marché, La Colombe, Membrolles, Semerville, Tripleville et Verdes, pour ainsi former la commune nouvelle de Beauce la Romaine.

## Politique et administration

### Liste des maires
| Période                                  | Période       | Identité                            | Étiquette | Qualité     |
| ---------------------------------------- | ------------- | ----------------------------------- | --------- | ----------- |
| Les données manquantes sont à compléter. |               |                                     |           |             |
| 1813                                     | ?             | François Gabriel Sébastien Gauchard |           | Cultivateur |
| 1852                                     | 1853          | Jacques Louis Blondeau              |           | Cultivateur |
| 1853                                     | 1854          | François Honoré Venot               |           | Cultivateur |
| 1854                                     | 1870          | Jean Charles Leliard                |           | Cultivateur |
| 1870                                     | 1881          | Jean Jacques Parfait Gaullier       |           | Cultivateur |
| 1884                                     | ?             | Victorien Désirs Gendrault          |           | Cultivateur |
| 1893                                     | ?             | Jules Gaullier                      |           | Cultivateur |
| mars 1959                                | mars 1989     | André Doucet                        |           | Cultivateur |
| mars 1989                                | mars 2001     | Alain Barrault                      |           | Cultivateur |
| mars 2001                                | décembre 2015 | Sylvaine Gendrault                  |           |             |

Depuis 2016 et la création de Beauce la Romaine, le maire élu à Prénouvellon est maire délégué au maire de la commune nouvelle.
| Période                                  | Période  | Identité           | Étiquette | Qualité                                                               |
| ---------------------------------------- | -------- | ------------------ | --------- | --------------------------------------------------------------------- |
| Les données manquantes sont à compléter. |          |                    |           |                                                                       |
| janvier 2016                             | en cours | Sylvaine Gendrault |           | Reconduite à la création de la commune nouvelle, puis réélue en 2020. |

## Population et société

### Démographie
L'évolution du nombre d'habitants est connue à travers les recensements de la population effectués dans la commune depuis 1793. À partir du 1er janvier 2009, les populations légales des communes sont publiées annuellement dans le cadre d'un recensement qui repose désormais sur une collecte d'information annuelle, concernant successivement tous les territoires communaux au cours d'une période de cinq ans. 
Pour les communes de moins de 10 000 habitants, une enquête de recensement portant sur toute la population est réalisée tous les cinq ans, les populations légales des années intermédiaires étant quant à elles estimées par interpolation ou extrapolation. Pour la commune, le premier recensement exhaustif entrant dans le cadre du nouveau dispositif a été réalisé en 2006,.
En 2013, la commune comptait 227 habitants, en évolution de +3,18 % par rapport à 2008 (Loir-et-Cher : +1,74 %, France hors Mayotte : +2,49 %).
| 1793 | 1800 | 1806 | 1821 | 1831 | 1836 | 1841 | 1846 | 1851 |
| ---- | ---- | ---- | ---- | ---- | ---- | ---- | ---- | ---- |
| 306  | 410  | 407  | 452  | 537  | 557  | 530  | 570  | 597  |

| 1856 | 1861 | 1866 | 1872 | 1876 | 1881 | 1886 | 1891 | 1896 |
| ---- | ---- | ---- | ---- | ---- | ---- | ---- | ---- | ---- |
| 580  | 578  | 538  | 557  | 569  | 581  | 555  | 552  | 536  |

| 1901 | 1906 | 1911 | 1921 | 1926 | 1931 | 1936 | 1946 | 1954 |
| ---- | ---- | ---- | ---- | ---- | ---- | ---- | ---- | ---- |
| 542  | 537  | 521  | 480  | 494  | 474  | 427  | 402  | 391  |

| 1962 | 1968 | 1975 | 1982 | 1990 | 1999 | 2006 | 2011 | 2013 |
| ---- | ---- | ---- | ---- | ---- | ---- | ---- | ---- | ---- |
| 369  | 332  | 283  | 249  | 193  | 228  | 221  | 217  | 227  |

### Pyramide des âges
La population de la commune est relativement jeune. Le taux de personnes d'un âge supérieur à 60 ans (19,9 %) est en effet inférieur au taux national (21,6 %) et au taux départemental (26,3 %).
Contrairement aux répartitions nationale et départementale, la population masculine de la commune est supérieure à la population féminine (53,4 % contre 48,4 % au niveau national et 48,6 % au niveau départemental).
La répartition de la population de la commune par tranches d'âge est, en 2007, la suivante :
- 53,4 % d’hommes (0 à 14 ans = 19,5 %, 15 à 29 ans = 11,9 %, 30 à 44 ans = 31,4 %, 45 à 59 ans = 17,8 %, plus de 60 ans = 19,4 %) ;
- 46,6 % de femmes (0 à 14 ans = 23,3 %, 15 à 29 ans = 8,7 %, 30 à 44 ans = 26,2 %, 45 à 59 ans = 21,4 %, plus de 60 ans = 20,4 %).

| Hommes | Classe d’âge | Femmes |
| ------ | ------------ | ------ |
| 0,8    | 90 ans ou +  | 2,9    |
| 5,9    | 75 à 89 ans  | 7,8    |
| 12,7   | 60 à 74 ans  | 9,7    |
| 17,8   | 45 à 59 ans  | 21,4   |
| 31,4   | 30 à 44 ans  | 26,2   |
| 11,9   | 15 à 29 ans  | 8,7    |
| 19,5   | 0 à 14 ans   | 23,3   |

| Hommes | Classe d’âge | Femmes |
| ------ | ------------ | ------ |
| 0,6    | 90 ans ou +  | 1,6    |
| 8,3    | 75 à 89 ans  | 11,5   |
| 14,8   | 60 à 74 ans  | 15,7   |
| 21,4   | 45 à 59 ans  | 20,6   |
| 20,3   | 30 à 44 ans  | 19,2   |
| 16,2   | 15 à 29 ans  | 14,7   |
| 18,5   | 0 à 14 ans   | 16,7   |

## Économie
- Exploitations agricoles.

## Culture locale et patrimoine

### Lieux et monuments

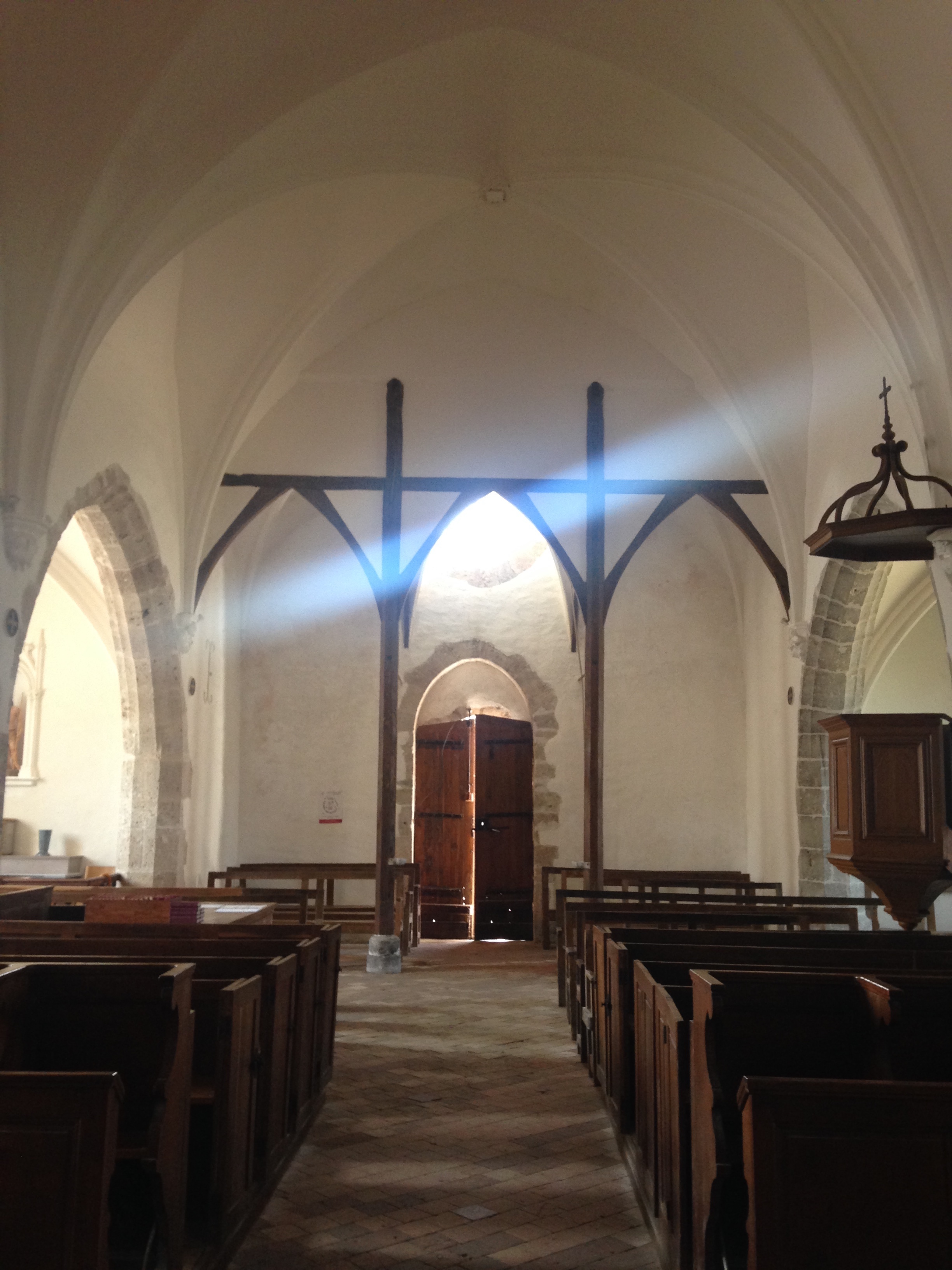
Vue intérieure de l'église Saint-Lubin.

- Dolmen de la Rousselière  Classé MH (1979, Dolmen y compris une bande de terrain de 10 mètres alentour)[11].
- L'église Saint-Lubin[12].

### Héraldique
|  | Les armoiries de Prénouvellon se blasonnent ainsi : D'argent aux deux fasces de gueules accompagnées de six merlettes de sable ordonnées en orle, 3, 2 et 1 ; à la branche d'aubépine, fleurie d'une pièce du champ, tigée et feuillée de deux pièces de sinople, fruitée de deux cenelles ou poires d'oiseau aussi de gueules. Création J-P Fernon adoptée par délibération municipale du 12 août 2004. |